# سايب الاسفل (شبام كوكبان)

تعديل مصدري - تعديل

سايب الاسفل هي إحدى قرى عزلة ضلاع الأعلى بمديرية شبام كوكبان التابعة لمحافظة المحويت، بلغ تعداد سكانها 250 نسمة حسب تعداد اليمن لعام 2004.